# Chaotianmenbrug

Profiel van de Chaotianmenbrug

De Chaotianmenbrug (Vereenvoudigd Chinees: 朝天门大桥, Traditioneel Chinees: 朝天門大橋, Pinyin: Cháotiānmén Dàqiáo) is een in 2009 geopende stalen boogbrug met het wegdek als trekband over de Yangtze. De brug is gelegen in de stad Chongqing in de Volksrepubliek China.
De brug was tot 2020 qua overspanning de langste boogbrug ter wereld. De totale lengte van de brug met aansluitende viaducten is 1.741 meter, de brug zelf is 932 meter lang, de grootste overspanning meet 552 meter, het hoogste punt van de boog is 142 meter en de breedte bedraagt 36,5 meter. De brug biedt plaats aan twee rijbanen met elk drie rijstroken en twee voetpaden op het wegniveau en daaronder twee maal twee sporen voor het treinverkeer.
De brug werd gebouwd in de periode van december 2004 tot april 2009. De brug is bestand tegen windsnelheden van 26,7 m/s en een temperatuur tussen +45 °C en −5 °C.